# Shangri-lá (barco)
O Shangri-lá (por vezes denominado Shangrilá, Changri-lá ou Changrilá) foi um pequeno navio pesqueiro brasileiro afundado a tiros de canhão, em 22 de julho de 1943, ao largo de Cabo Frio, no estado do Rio de Janeiro, pelo submarino alemão U-199, um dos mais modernos e poderosos u-boot da marinha alemã.
Com apenas vinte toneladas, pertencia a um armador particular do Rio de Janeiro, e operava na pesca artesanal na Região dos Lagos. Foi o trigésimo-primeiro ataque a uma embarcação brasileira na Segunda Guerra Mundial, no qual morreu toda a tripulação de dez pescadores, cujos corpos jamais foram encontrados.
Embora tenha sido a menor embarcação atacada pelos submarinos do Eixo, o seu afundamento suscitou uma série de pesquisas e investigações dentre os especialistas na literatura naval brasileira, o que levou, quase sessenta anos após o final da guerra, à descoberta da real causa de seu naufrágio, cujos efeitos ainda hoje repercutem nos tribunais do Brasil.
Na investigação instaurada à época para apurar o desaparecimento do barco, concluiu-se que a embarcação teria sido vítima de um simples naufrágio (tempestade,  fortuna-do-mar ou falha humana), igual a tantos outros que, corriqueiramente, sucediam-se na região, e, assim, o processo foi arquivado em 1945.
Somente em 1999, o Tribunal Marítimo, com novas provas, colhidas pelo historiador Elísio Gomes Filho, reabriu o processo e, em 2001, concluiu que o pesqueiro havia sido, de fato, alvo de ação de um submarino alemão, o U-199.
As provas basearam-se no fato de que o pesqueiro era o único barco desaparecido na mesma coordenada em que estava o U-199, o qual seria afundado dias depois por aviões aliados, em uma operação conjunta do Brasil e dos Estados Unidos. O capitão alemão Hans Werner Krauss e outros tripulantes sobreviventes foram enviados como prisioneiros de guerra aos Estados Unidos, e, lá admitiram ter afundado um veleiro de carga próximo ao litoral do Rio de Janeiro.
Em 2004, em cerimônia no Monumento aos Mortos da Segunda Guerra Mundial, no Rio de Janeiro, finalmente os tripulantes da embarcação tiveram seus nomes inscritos no Panteão dos Heróis de Guerra.
Apesar da homenagem, os descendentes dos pescadores ajuizaram diversas ações na Justiça Federal do Rio de Janeiro, contra a União Federal e também contra a República Federal da Alemanha, pleiteando indenizações por danos morais e materiais. Em 2021, o STF decidiu que a Alemanha não é protegida pela imunidade e deve indenizar os herdeiros das vítimas (Recurso Extraordinário com agravo n. 954.858).
Em alusão ao evento, foi lançado o filme O Destino do Changri-lá (2005) do cineasta Flávio Cândido.

## O navio e sua história
Pouco se sabe acerca do pesqueiro no que se refere ao local e à data de sua construção, assim como também são desconhecidas eventuais denominações que pudesse ter antes de ser batizado de Shangri-lá.
Construído em casco de madeira, tinha 9,5 metros de comprimento; 2,85 metros de largura; 1,10 metro de pontal, e 20 toneladas de arqueação bruta, propelidas por uma vela de ré (popa) combinada com um motor semidiesel, com potência de 28 HP e velocidade máxima de sete nós.
Estava inscrito na Capitania dos Portos do Distrito Federal e Rio de Janeiro sob o número 735 e pertencia à Colônia de Pesca Z-5, localizada no bairro do Caju, no Rio de Janeiro. Tinha equipagem de seis pessoas, capacidade de 500 kg em dois tanques, um bote para oito pessoas, onze coletes salva-vidas ingleses e o mesmo número de coletes salva-vidas comuns.

## O papel da navegação de pesca durante a Guerra[3]
Constituindo-se em uma atividade restrita à sobrevivência das populações litorâneas e ribeirinhas, as atividades pesqueiras no Brasil estiveram vinculadas à Marinha do Brasil, através das capitanias dos portos, de 1845 até 1912, quando foram transferidas para o Ministério da Agricultura, por não apresentarem para a Marinha nenhum interesse especial.
Em 1920, a pesca voltou à esfera de influência da Marinha, tendo como fator preponderante a participação de pescadores ingleses e franceses durante a Primeira Guerra Mundial, com fundamento na Convenção Internacional de Haia, que considerava a pesca um direito exclusivo dos naturais do país, justamente por ser o pescador detentor de segredos que interessam à segurança nacional.
Dos argumentos apresentados para justificar essa nova transferência, foram bem enfatizados aqueles referentes à defesa nacional, em face da extensa fronteira marítima, o valor de uma pesca desenvolvida visando as operações de varredura de minas e de caça aos submarinos. Ressaltando ainda, a constituição de excelente fonte de pessoal de reserva para a Marinha.
Assim, a Marinha tratou de incorporar essa nova atribuição à sua estrutura orgânica, criando a Diretoria de Pesca e Saneamento do Litoral. Sendo alvo de críticas da imprensa, a qual apontava a inadequabilidade de uma atividade essencialmente econômica e civil ser entregue a um órgão militar, em 1933, o governo resolveu mais uma vez transferir as atribuições da pesca para o Ministério da Agricultura. Mas, mesmo tendo perdido o controle sobre a atividade pesqueira como um todo, permaneceu com a Marinha o controle sobre os pescadores e embarcações de pesca, o que atendia o propósito da fiscalização das águas territoriais brasileiras.
Durante a Segunda Guerra Mundial, essa possibilidade de considerar os pescadores como elementos auxiliares das forças navais nos serviços de vigilância e observação de navios e aviões encontrados nas áreas de pesca, devendo as informações obtidas serem comunicadas à capitania dos portos mais próxima que, após avaliá-las, as retransmitia para as autoridades navais, foi bastante utilizada.
Por ocasião da declaração de guerra ao Eixo, em 22 de agosto de 1942, havia cerca de 75
mil pescadores brasileiros associados nas colônias de pesca espalhadas pela costa. Com as pessoas da família e agregados, esse número atingia 150 mil, tornando-se assim um excelente corpo de observadores dos submarinos, navios e aviões inimigos que porventura se aventurassem próximos ao litoral. Com a finalidade de oficializar essa nova atividade dos pescadores, as colônias de pesca foram transferidas para a jurisdição do Ministério da Marinha. A Marinha preparou, então, para a distribuição pelas referidas colônias, folhetos mostrando as silhuetas dos submarinos inimigos para o conveniente reconhecimento, caso fossem eles avistados.

## O desaparecimento
A embarcação havia zarpado do porto do Rio de Janeiro em 28 de junho, com destino ao litoral de Cabo Frio. A previsão era passar um mês em alto-mar. Devido às más condições do tempo, aportou em Arraial do Cabo no dia 4 de julho, tendo desembarcado um tripulante, Gabriel Soares Cardoso, e embarcado outros quatro pescadores, que não constavam do rol de equipagem. Naquele mesmo dia, fez-se ao mar para reiniciar suas atividades pesqueiras naquela região.
Nas semanas seguintes, contudo, não houve novas notícias sobre a embarcação, até que seu proprietário, preocupado com seu desaparecimento, comunicou, por escrito, à Capitania dos Portos do Distrito Federal e Rio de Janeiro o fato, achando inicialmente que ele havia naufragado.
Mas, surpreendentemente, não foram encontrados os restos mortais dos tripulantes, nem o bote de salvatagem. Todavia, pedaços da embarcação foram dar em uma praia de Arraial do Cabo, tendo sido reconhecidos como pertencentes ao barco desaparecido. A principal peça achada foi uma tábua do corrimão da borda, identificada pelo carpinteiro que a confeccionou. Tal peça, não se encontrava quebrada, ao contrário, estava intacta, com marcas de chamuscamento e com um aspecto característico de que havia sido expelida de dentro para fora, devido a um forte impacto sofrido pela embarcação.
As testemunhas ouvidas à época, que conheciam muito bem o barco sinistrado, foram enfáticas em afirmar que o pesqueiro não teria naufragado com facilidade, por ser uma embarcação bem aparelhada para o que se propunha, inclusive dotada de bastante solidez.
O desaparecimento do Shangri-lá foi apreciado pelo Tribunal Marítimo, através do Processo nº 812, de fevereiro de 1944, e, sem dispor de elementos confiáveis para determinar a causa de seu desaparecimento, já que, naquela época, eram escassas as informações a respeito do misterioso sumiço da embarcação, concluiu-se que teria ido a pique por outras causa mais comuns, como tempestade, falha humana, choque contra rochedos submersos etc.

## O fim do mistério
No período do desaparecimento do pesqueiro, havia uma intensa operação de guerra no Atlântico Sul, como comprovado pela presença de mais de uma dezena de submarinos alemães nas águas sob jurisdição brasileira. Submarinos que não hesitavam em afundar tudo o que aparecia à sua frente, mesmo que fossem inofensivos barcos de pesca.
Com abertura dos arquivos militares norte-americanos sobre a Segunda Guerra Mundial aos pesquisadores brasileiros, no final da década de 1990, o mistério do desaparecimento do pesqueiro, que já durava mais de 50 anos, finalmente pôde ser esclarecido.
Em 9 de setembro de 1999, o historiador e Diretor do Museu Histórico Marítimo de Cabo Frio, Elísio Gomes Filho, enviou um ofício pormenorizado à Marinha do Brasil solicitando que se averiguasse a possibilidade de o Shangri-lá ter sido afundado pelo "u-boot" alemão U-199, em operação de guerra na costa brasileira.
A evidências eram robustas, pois o historiador havia pesquisado nos arquivos militares norte-americanos, os depoimentos dos doze sobreviventes do U-199, que foi posto a pique por aviões brasileiros e americanos no litoral do Rio de Janeiro no dia 31 de julho. Os alemães contaram que, dias antes, por ordem do capitão Hans Kraus, haviam afundado a tiros de canhão de 105 milímetros uma pequena embarcação no litoral de Cabo Frio. Foi, segundo eles, um mero exercício de tiro ao alvo para testar os potentes canhões do submarino que, até então, não tinha testado seu poder bélico. A data — 22 de julho– e, principalmente, o local do ataque relatados coincidiam perfeitamente com a data e o local onde se encontrava o pesqueiro brasileiro desaparecido.
A única dúvida que havia quanto ao fato do U-199  ter sido o causador do afundamento do barco pesqueiro era em relação à declaração dos tripulantes alemães sobreviventes de que haviam afundado um barco com uma vela na popa, o que desfigurava completamente, a característica de um pesqueiro. Contudo, durante as pesquisas, foi provado tratar-se de uma prática comum aos barcos de pesca da época, colocar uma vela na popa, chamada de "vela de fortuna", para auxiliar na propulsão da embarcação, fato este que os alemães desconheciam.
O caso foi encaminhado à Procuradoria Especial da Marinha, que solicitou ao Tribunal Marítimo, a reabertura do processo. O Tribunal, por sua vez, com o surgimento de novas evidências considerou a necessidade de alterar por completo, o rumo traçado no inquérito anterior.
Por fim, após quase dois anos de deliberações, em 31 de julho de 2001, o Tribunal reconheceu oficialmente que o afundamento do Shangri-lá se deu por ato de guerra, reescrevendo, desta forma, uma página que por tantos anos permaneceu obscura, da história da participação brasileira na Segunda Guerra Mundial, além de homenagear a memória dos pescadores mortos. Requereu, ainda, que fossem adotadas as providências necessárias para que os pescadores tivessem seus nomes inscritos no Panteão dos Heróis de Guerra, o que ocorreu no dia 6 de junho de 2004, em cerimônia no Monumento aos Mortos da Segunda Guerra Mundial, no Rio de Janeiro, com a presença de familiares e de altas autoridades navais.

## Os tripulantes
O Shangri-lá era um pesqueiro solidamente construído, com as vistorias em dia, bem equipado e tripulado por pescadores que, apesar de jovens, possuíam uma certa experiência de mar. O mais velho, o mestre José da Costa Marques, tinha 50 anos e mais de 30 anos de pesca no mar.
Como se disse alhures, durante a Segunda Guerra Mundial, era comum os pescadores serem empregados como auxiliares das forças navais, na vigilância e defesa das águas territoriais brasileiras.É provável que os triplantes do pesqueiro tenham recebido alguma instrução no sentido de reconhecer um submarino ou qualquer embarcação hostil e avisar às autoridades navais brasileiras.
Os pescadores vitimados, cujos corpos jamais foram encontrados, eram os seguintes:
- José da Costa Marques (mestre, 50 anos);
- Zacarias da Costa Marques (filho do precedente, 17 anos[7]);
- Deocleciano Pereira da Costa;
- Otávio Vicente Martins;
- Ildefonso Alves da Silva;
- Manoel Gonçalves Marques;
- Manoel Francisco dos Santos Júnior;
- Otávio Alcântara;
- Apúlio Vieira de Aguiar;
- Joaquim Mata de Navarra.

## Os detalhes do ataque
Os detalhes do ataque somente ficaram conhecidos pelo grande público por ocasião da reabertura do inquérito do desaparecimento do barco. A partir daí é que se pôde precisar exatamente quem foi o agressor e quando o evento aconteceu.

### O agressor
Construído no estaleiro Deschimag na cidade alemã de Bremen, o U-199 foi um moderno e poderoso submarino do tipo IX D2 e um dos primeiros a entrar em ação. Com 88 metros de comprimento, pintado de cinza escuro, era armado com metralhadoras antiaéreas e um canhão de proa. Possuía quatro tubos de torpedos na proa e dois na popa. Na torre de comando, apresentava sua insígnia de identificação: o desenho de um navio viking.
O seu comandante era o Capitão-tenente Hans Werner Kraus, à época com 28, qua havia servido no U-47 e no U-83. Pouco tempo antes de receber o comando do último "u-boot" que iria comandar, ele foi agraciado com a Cruz de Cavaleiro da Cruz de Ferro (Ritterkreuz), uma das maiores condecorações nazistas.
Foi comissionado a 27 de novembro de 1942, e partiu de Kiel, para sua primeira (e única) missão, a 13 de maio de 1943, tendo como guarnição, além do comandante, sete oficiais, dois guardas-marinha, seis suboficiais e 41 marinheiros. Cruzou o equador em 10 de junho e, alguns dias depois, já navegando em águas brasileiras, recebeu suas primeiras ordens. Sua área de patrulha se localizava entre o Rio de Janeiro e alguns pontos a norte do Rio da Prata.
A tática utilizada por Kraus nos seus primeiros dias de patrulha foi de permanecer submerso durante o dia, somente observando a superfície pelo periscópio, ficando emerso somente durante a noite. Nesta primeira área operacional, poucos alvos foram vistos. Insatisfeito, o comandante Kraus se aproximou cada vez mais da costa a procura de alvos.

### O ataque
Na noite de 22 de julho de 1943, o U-199 patrulhava na superfície quando avistou, por bombordo, a silhueta de uma pequena embarcação, que foi por ele identificada como um veleiro ou um barco que tivesse uma vela à ré.
Os submarinos alemães consideravam qualquer embarcação, seja mercante, pesqueiro, veleiro etc, como inimiga e, afundavam qualquer coisa que encontrassem em seu caminho, para evitar que suas posições fossem descobertas.
O comandante, provavelmente achando que poderia ter sua presença denunciada, decidiu afundar o barco avistado com tiros de canhão. Iniciou a ação abrindo fogo com a metralhadora de 37 mm, até que o canhão de 105 mm pudesse ser guarnecido. Após errar os primeiros disparos, atirou sete vezes com o canhão de 105 mm, dos quais apenas os dois últimos tiros acertaram o alvo.
O submarino continuou em patrulha na área por mais algum tempo, sem que, nenhum sobrevivente fosse encontrado. Desistiu então da busca, permanecendo na superfície até o nascer do dia. No Brasil, nada fazia supor que o pequeno pesqueiro já havia se tornado a trigésima-primeira embarcação nacional a ser afundada pelos "u-boot" alemães.

### O afundamento doU-199
Quando o Brasil entrou na guerra, em agosto de 1942, não havia nenhum esquadrão de aviões de primeira linha capaz de rastrear o mar em busca de submarinos e afundá-los. O processo de modernização foi lento, mas deu frutos, pois, quando comprovadamente houve uma ofensiva submarina nos meses de junho e julho de 1943, as forças brasileiras estavam prontas.
O afundamento do "u-boot" se deu em 31 de julho de 1943, ao sul do Rio de Janeiro, por um PBY-5 Catalina da FAB. Até então, a FAB tinha participado de patrulhas mas nunca causado danos. Naquele dia foi a vez dos brasileiros acabarem de vez com a primeira e última patrulha do U-199, que, depois de afundar o pesqueiro, havia afundado o mercante britânico Henzada de 4.161 toneladas.
No início da manhã daquele dia, um sábado, na Baía de Guanabara, o Comboio JT-3 movimentava-se lentamente em direção à saída do porto. A movimentação em torno do referido comboio demonstrava que a atividade submarina nas costas do Brasil, naquele mês, recomendava a mais complete proteção e, portanto, estavam em execução os três tipos de missão previstos para esses casos: a patrulha do porto, a cobertura aérea do comboio e a varredura ofensiva.
O submarino foi detectado, avistado e positivamente identificado por aviões que o atacariam, um A-28 Hudson, o qual partira da Base do Galeão e o referido Catalina PBY-5, que fazia a escolta do comboio. O Hudson lançou duas bombas sem que o alvo fosse atingido e metralhou o convés, de onde os alemães reagiam. Às 8:35, o Catalina, com todas as metralhadoras disparando, atacou, a partir do lado esquerdo do alvo, em um ângulo de 210º em relação a ele.
Na primeira passagem, três cargas de profundidade Mark 44 foram largadas. Elas foram reguladas para uma profundidade de 12 metros que, seria o máximo que o submarino poderia ter submergido, caso tivesse iniciado o mergulho. Uma das cargas acertou próximo e outras duas caíram aquém do alvo, momento em que o submarino começou a submergir.
O avião imediatamente fez uma curva para a direita, para desfechar um novo ataque, lançando a uma distância de aproximadamente 100 metros, a última e fatal carga. As bombas detonaram no momento exato em que o submarino passava. O impacto foi tão violento que a proa do "u-boot" foi lançada para fora d´água. A explosão fez com que círculos de espuma branca se formassem e, envolvidas por elas, o submarino permaneceu inerte. O afundamento não demorou mais do que três minutos e, às 9:02 desapareceu nas águas.
Dos 61 alemães a bordo, foram recolhidos 12 sobreviventes, entre eles seu comandante, que foram salvos pelo USS Barnegat.
O U-199 foi o primeiro submarino de 1.200 toneladas da classe IX D2, afundado por forte bombardeio aéreo, e sua destruição deveu-se, indiscutivelmente, a uma aeronave da Força Aérea Brasileira. Além disso, o fato de se ter conseguido resgatar sobreviventes, ajudou os norte-americanos a estabelecerem novas regras de ataque àquele tipo de submarino que representava grande perigo à marinha mercante aliada durante a guerra.

## Processos judiciais
No anos que se seguiram à elucidação acerca do afundamento do Shangri-lá e ao reconhecimento de seus tripulantes como vítimas da guerra, alguns de seus descendentes ajuizaram diversas ações na Justiça Federal do Rio de Janeiro, pleiteando indenizações por danos morais e materiais em face do governo brasileiro e da Alemanha.
Em primeira instância, a pretensão dos requerentes não foi acolhida, sob o argumento de que o direito pleitado já estava prescrito e, sobretudo, pelo fato de não ser possível submeter um país soberano a pagar indenização por "atos de império". Em sede recursal, os processos foram remetidos ao Superior Tribunal de Justiça, sob a forma de recurso ordinário, em obediência à regra expressa do artigo 105, II, letra "c", da Constituição Federal.
Os ministros do STJ ficaram divididos em torno do eventual direito da Alemanha de não se submeter à jurisdição brasileira. Para alguns, a ação militar praticada em período de guerra constitui "ato de império", imune a eventuais processos em outro país. Outra corrente argumentou que durante a guerra, já se encontrava vigente o regime instituído pela Convenção de Haia, de 1907, que conferia especial importância à proteção dos não combatentes.
Mesmo assim, as duas correntes entenderam que havia a necessidade de intimação da Alemanha para que aquele país se manifestasse, uma vez que, o estado estrangeiro tem, ainda nessa hipótese, a prerrogativa de renunciar à sua imunidade e submeter-se a um processo estrangeiro, como a própria Alemanha já havia feito por ocasião dos Julgamentos de Nuremberg.
O impasse no STJ levou o caso ao STF. Em 2021, o Tribunal, contrariando a jurisprudência da Corte internacional de Justiça, decidiu, por maioria de seis contra cinco, que a Alemanha não é protegida pela imunidade e deve indenizar os herdeiros das vítimas (Recurso extraordinário com agravo 954.858): "deu provimento ao recurso extraordinário para, afastando a imunidade de jurisdição da República Federal da Alemanha, anular a sentença que extinguiu o processo sem resolução de mérito, fixando a seguinte tese: 'Os atos ilícitos praticados por Estados estrangeiros em violação a direitos humanos não gozam de imunidade de jurisdição'". A decisão do STF está sendo questionada com Embargos de Declaração.